# 학도요
학도요(영어: Spotted Redshank, 학명: Tringa erythropus)는 도요목 도요과에 속하는 나그네새이다.

## 생김새
부리와 다리가 길고 아랫부리의 절반이 붉은색이다. 

### 여름깃
전체적으로 검은색이고 몸윗면에 흰 반점이 흩어져 있다. 

### 겨울깃
전체적으로 회갈색이고 흰색 눈썹선이 명확하다. 몸아랫면은 흰색이며 가슴과 옆구리에 엷은 회갈색 기운이 있다.

## 서식지
무논, 습지, 하구, 갯벌 등에서 무리지어 생활한다. 유라시아대륙 북부에서 번식하고 유럽 남부, 아프리카, 인도, 동남아시아에서 월동한다.